# Nori (wodorosty)
Nori (jap. 海苔 nori) – japońska nazwa określająca różne gatunki jadalnych wodorostów (rzadziej sinic), najczęściej z rodzaju Porphyra z gromady krasnorostów.

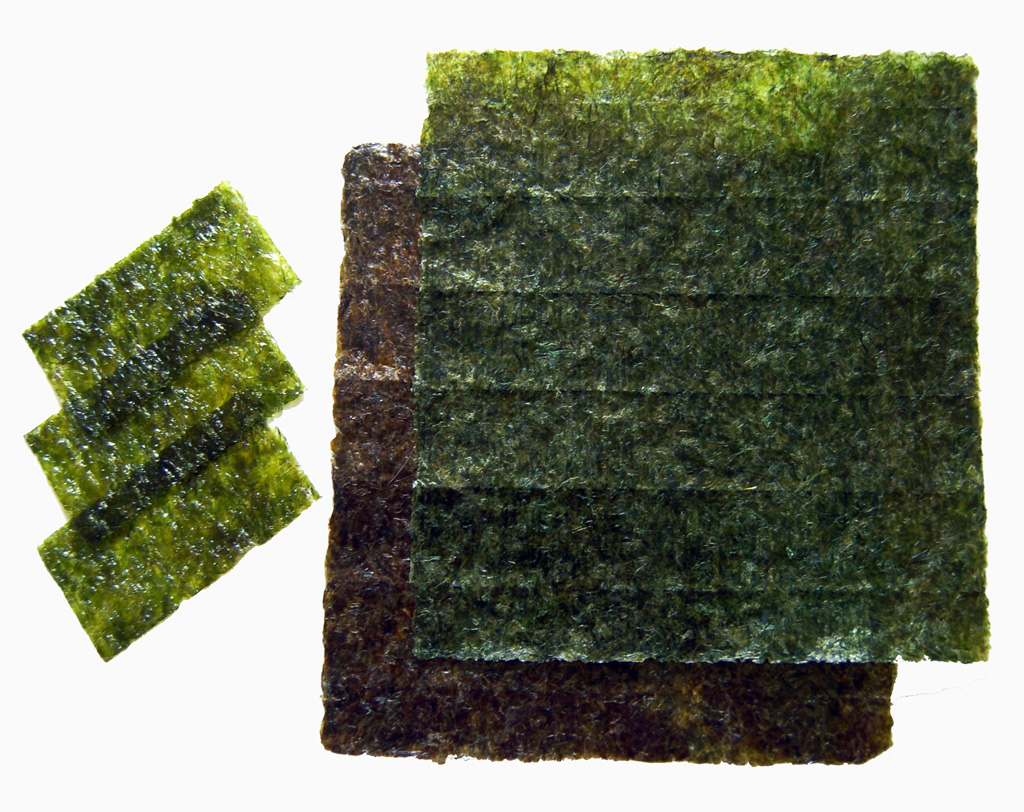
Arkusze nori

Najlepiej znana i najczęściej stosowana jest szkarłatnica delikatna (Porphyra tenera) znana jako asakusa-nori. Zebrane wodorosty suszy się i podpieka, czasem przyprawiając. Otrzymuje się cienkie arkusze sprasowanych glonów, często wykorzystywane do zawijania sushi (makizushi, zwane też norimaki).
Taśmy (Enteromorpha spp.), zwane aonori, są suszone w postaci płatków, których używa się jako posypki np. do okonomiyaki.
Wiele innych gatunków jest też spożywanych jak np. trzęsidło Nostoc commune (kamagawa-nori), Prasiola japonica (kawa-nori, daiyagawa-nori, nikko-nori), chrząstnica Chondrus ocellatus (makuri-nori) i inne.
Innymi artykułami spożywczymi produkowanymi z wodorostów morskich są m.in. kombu i wakame.